# Luis Brochetón y Muguruza
Luis Brochetón y Muguruza (San Sebastián, 16 de octubre de 1826-Madrid, 2 de marzo de 1863) fue un pintor español.

## Biografía

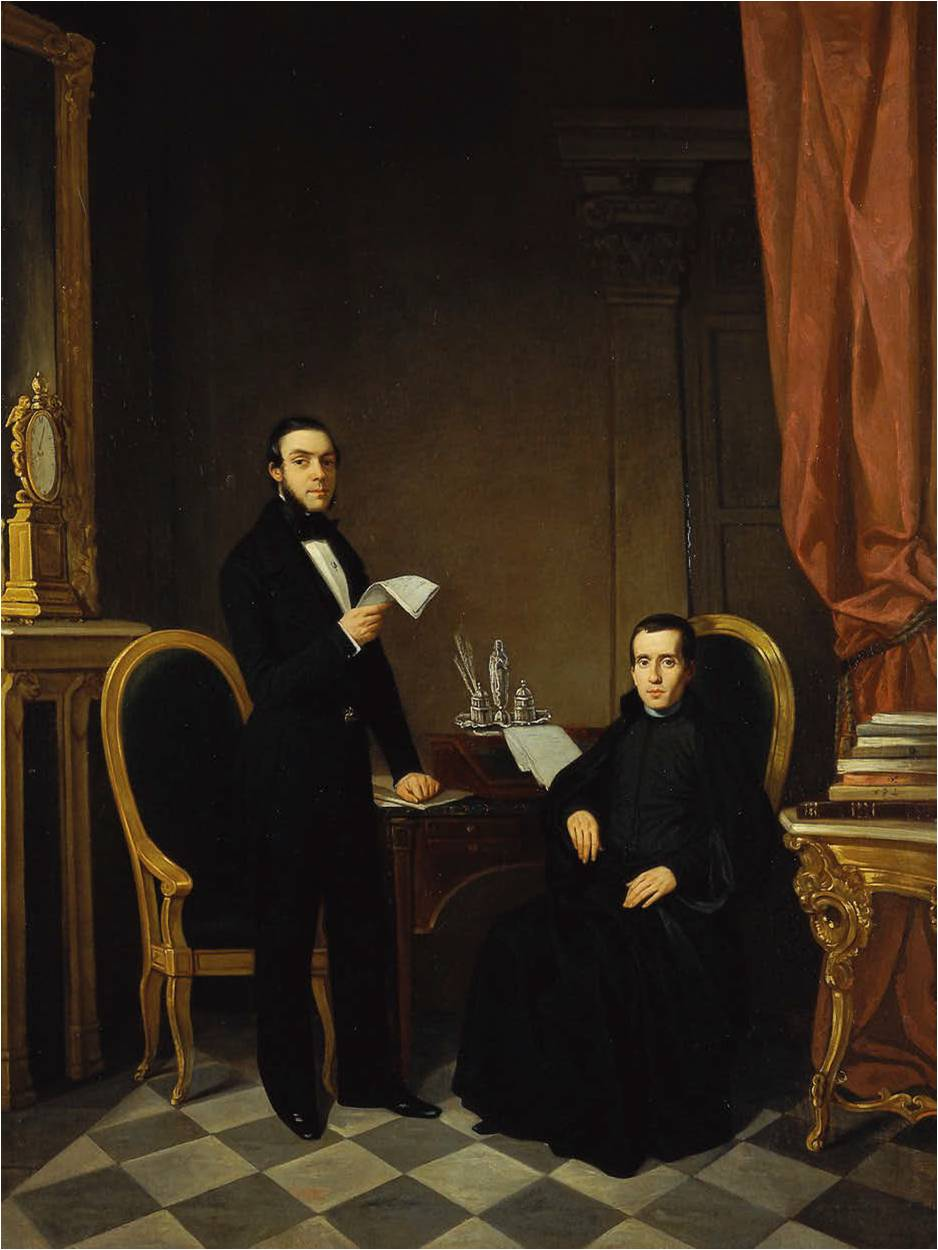
Retrato de Juan Donoso Cortés (de pie) y Jaime Balmes (sentado) pintado en 1848 por Luis Brochetón (Real Academia de la Historia, Madrid).

Pintor de historia nacido en 1826 en la ciudad de San Sebastián, fue hijo de Luis Brochetón y Francisca Muguruza. Trasladado a Madrid, se matriculó en las clases de la Real Academia de San Fernando y asistió al propio tiempo al estudio de Antonio Gómez y Cros, dedicándose con especialidad al género del retrato, en que llegó a sobresalir, pintando los de Alejandro Oliván, el general MacCrohon y Mendoza Cortina. Varias obras de esta índole figuraron en la Exposición pública de 1850 y en la de 1864: poco después de haber fallecido este artista elogiaba el público sus trabajos, entre los que se contaban el boceto de unas Hadas, otro de unos Marineros jugando, y otro lienzo que tituló Recuerdos de Santander. Fue también de su mano el retrato de D. Alonso VIII, que existía en el Museo del Prado en la serie cronológica de los Reyes de España, y numerosos dibujos en las obras Reyes contemporáneos y Estado Mayor del ejército español. Murió en Madrid a la edad de treinta y seis años en 1863, a consecuencia de una pulmonía que adquirió al acudir al entierro de su maestro Antonio Gómez y Cros, que falleció doce días antes que él.